# Allerton Garden

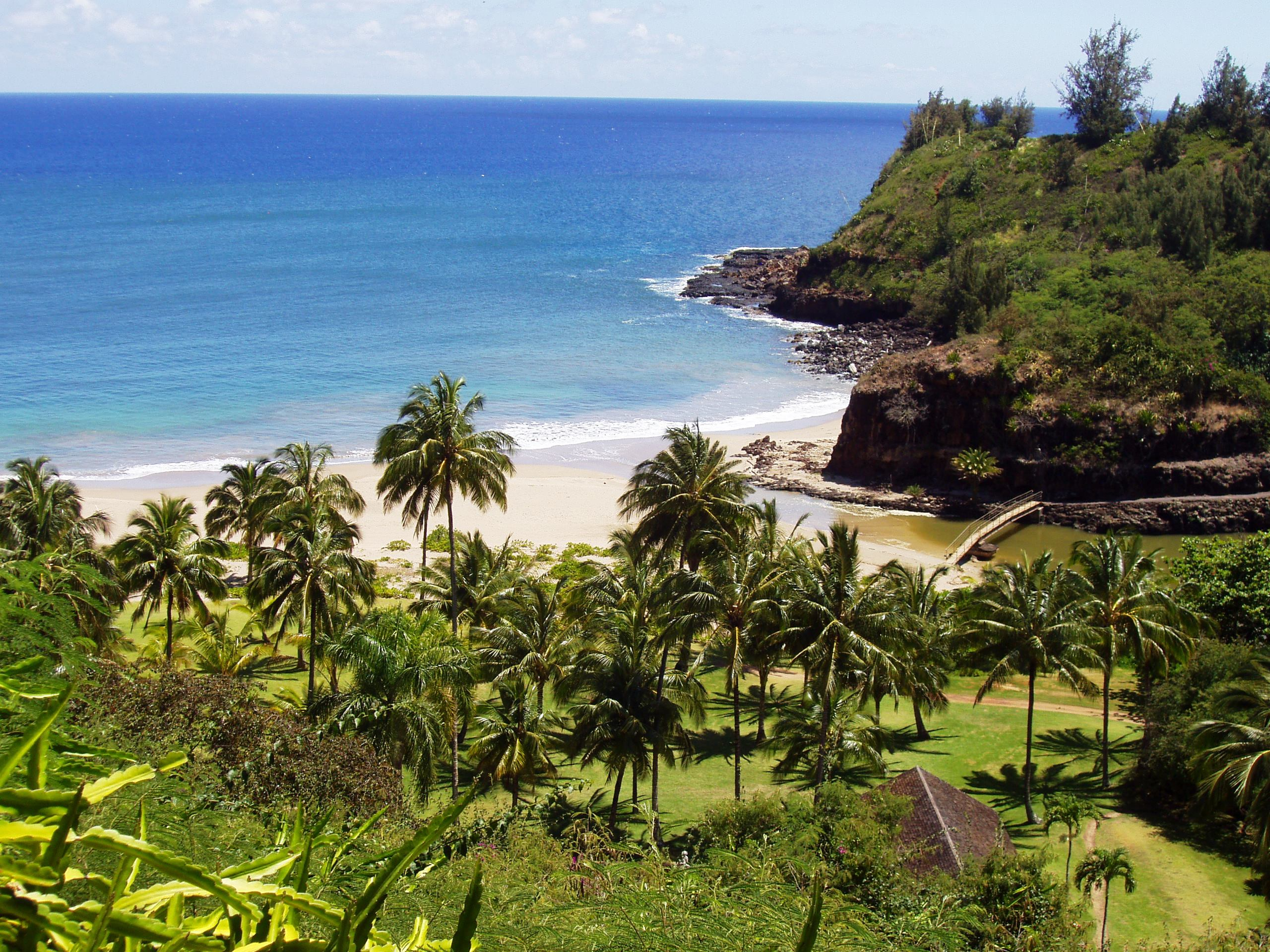
Uitzicht over de Allerton Garden

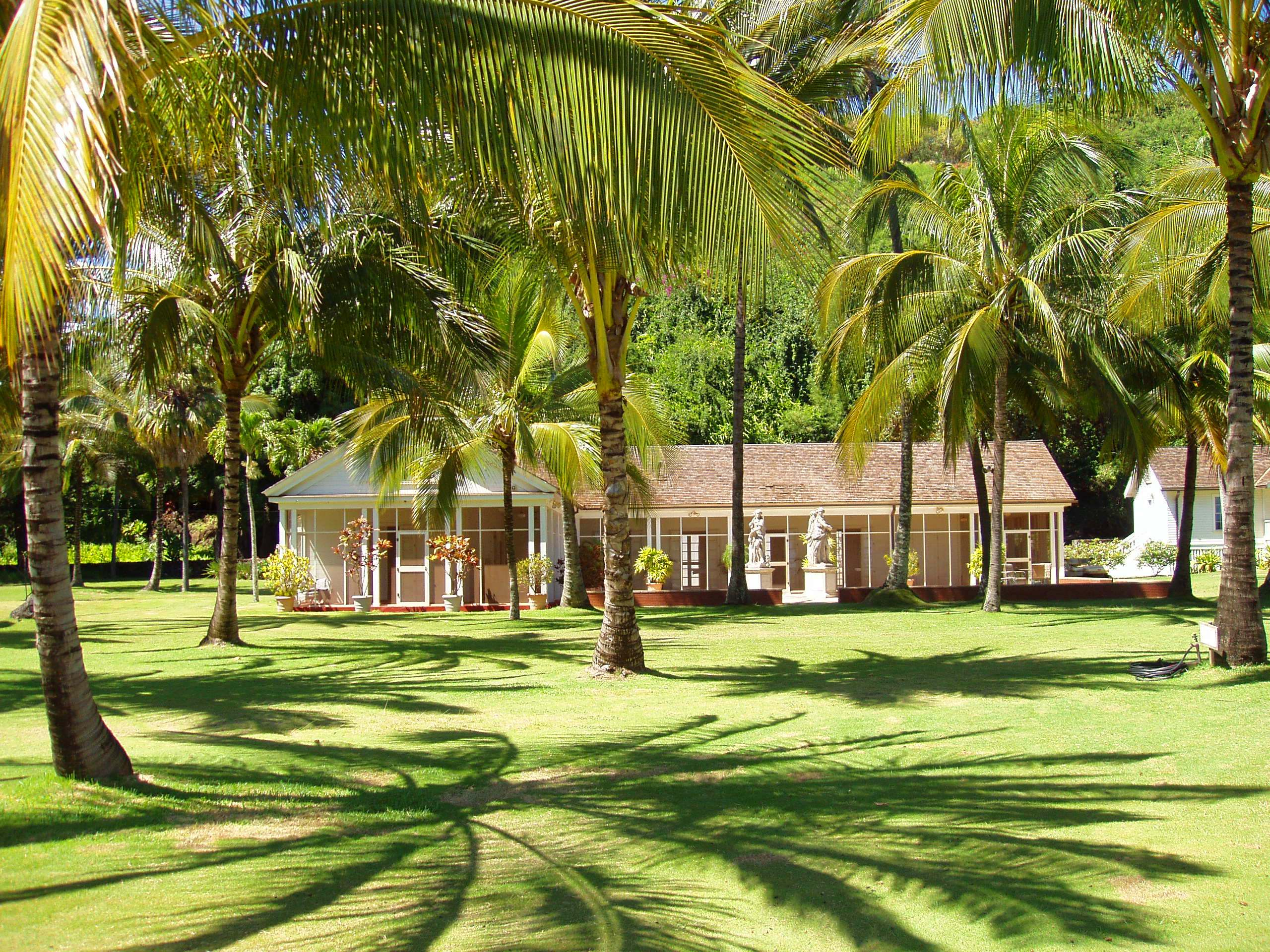
Allerton House

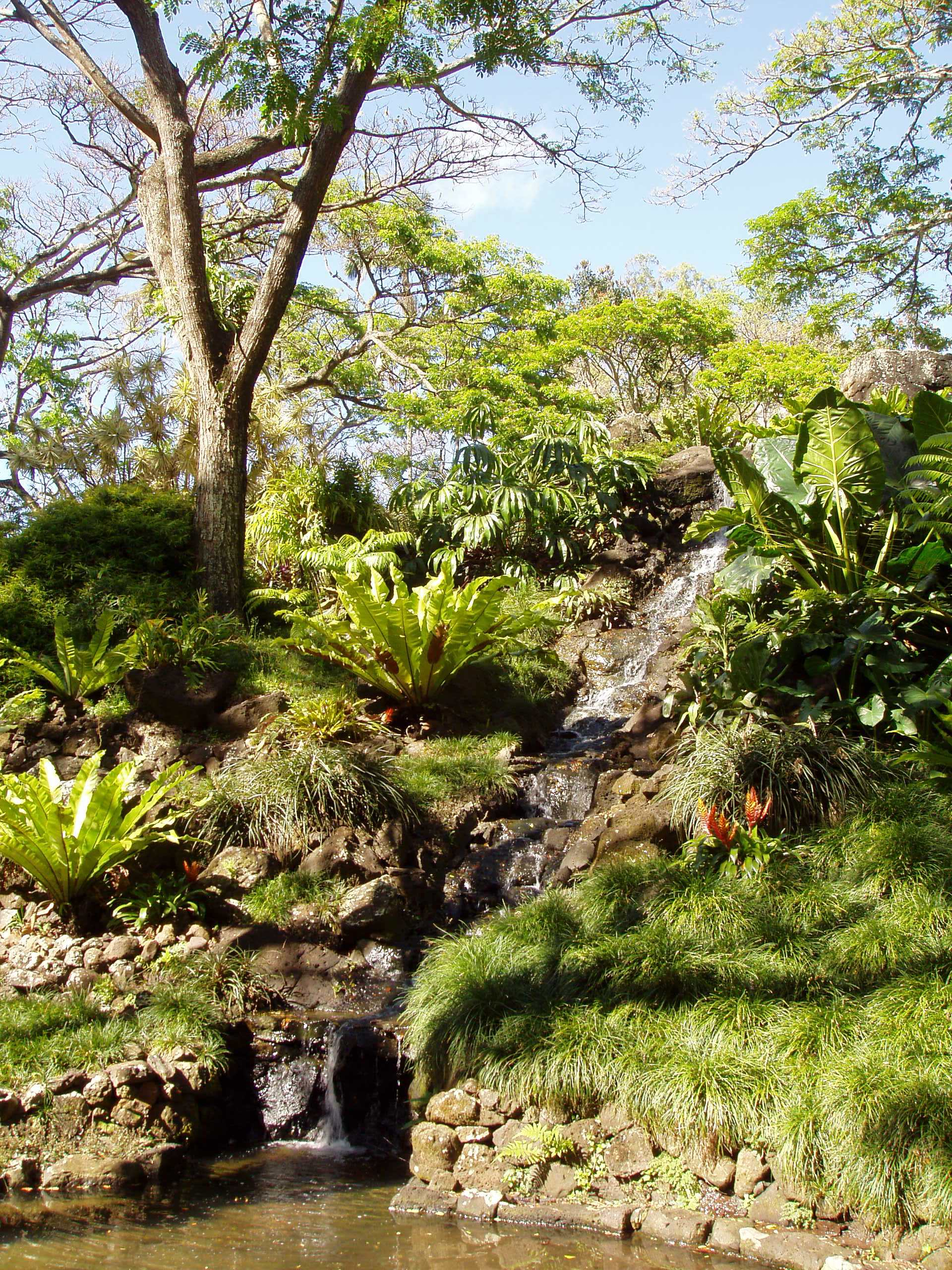
Diana Waterfall

De Allerton Garden is een botanische tuin in de Lāwa`i Valley aan de zuidkust van Kauai (Hawaï), waar deze ligt aan de Lāwaʻi Bay en de Lāwa‘i Stream. De McBryde Garden, een andere botanische tuin, ligt in de buurt. Beide tuinen maken deel uit van de National Tropical Botanical Garden (NTBG), een netwerk van tuinen en natuurreservaten op Hawaï en in Florida. De NTBG beheert de Allerton Garden namens de Allerton Gardens Trust.

## Geschiedenis
De tuin was ooit de verblijfplaats van Koningin Emma van Hawaï. Zij plantte er djamboe aer mawar, Calophyllum inophyllum, mango, bamboe, Pandanus, varens en Bougainvillea. Sommige van deze planten groeien er nog steeds. De familie McBryde kocht het land om er landbouw te bedrijven. Alexander McBryde verkreeg het land in 1899. Hij plantte er palmen, gember, Plumeria en varens. In 1938 verkocht McBryde een gedeelte van het land aan Robert Allerton. Allerton en zijn adoptiefzoon John Gregg beplanten dit land met planten die ze verzamelden in Zuidoost-Azië en de eilanden in de Grote Oceaan. Na het overlijden van Gregg in 1986, werd het beheer van de tuin overgedaan aan de Allerton Gardens Trust. Vanaf de jaren '1990 beheert de NTBG de tuin namens de Allerton Gardens Trust.

## Collectie
In de tuin groeien planten die van nature op Hawaï voorkomen en uitheemse planten. In de tuin groeien diverse tropische planten als fruitbomen, bamboe, palmen en Cordyline. In de tuin zijn verder standbeelden, vijvers, miniatuurwatervallen en fonteinnen te vinden.
Een gedeelte van de tuin is ingericht met planten uit de orde Zingiberales waaronder Heliconia, Costus, Calathea en Etlingera. Er is een palmetum (palmentuin) met palmen als de parasolwaaierpalm, Raphia en de betelpalm. Daarnaast groeien er planten uit de aronskelkfamilie, Cassia, Bougainvillea, Thunbergia en Ficus macrophylla.
Er is een boomgaard met planten als carambola, citrusvruchten, Macadamia, Dovyalis hebecarpa, Pouteria viridis en Moringa oleifera. Ten westen van de Lāwa‘i Stream is een wetenschappelijk gedocumenteerde collectie te vinden met bomen, struiken, palmen en Pandanus uit Micronesië en Polynesië die wordt gebruikt voor onderzoek, behoud van zeldzame planten en educatie.